# Ganterschwil
Ganterschwil is een voormalige gemeente en is een plaats in het Zwitserse kanton Sankt Gallen, en maakt deel uit van het district Toggenburg. In 2013 is de gemeente gefuseerd samen met de andere gemeente Bütschwil tot de nieuwe gemeente Bütschwil-Ganterschwil.
Ganterschwil telt 1143 inwoners.